# Leningrádi kódex

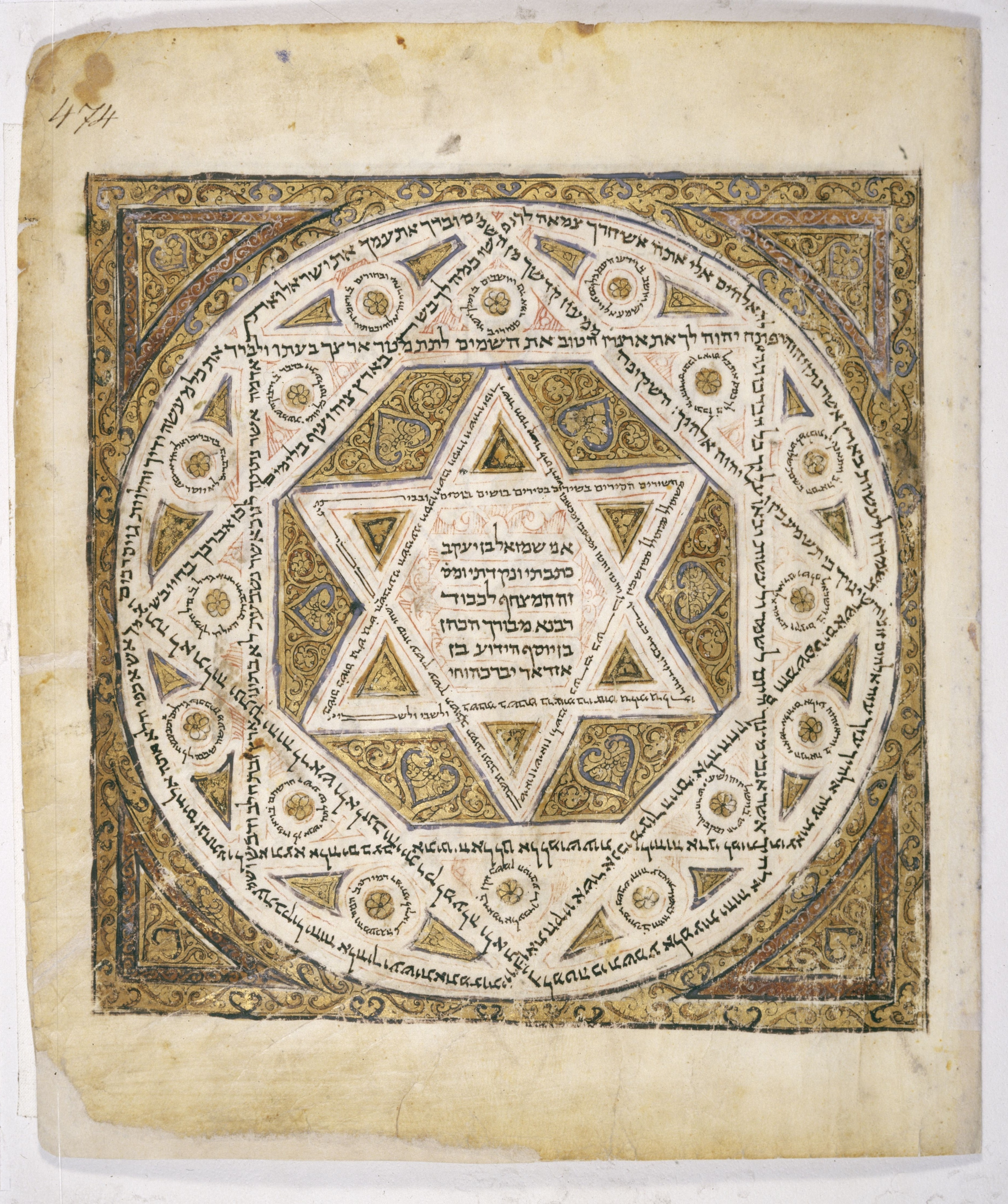

A Leningrádi kódex (Codex Leningradensis; nem összekeverendő a Szentpétervári kódex, vagyis a Codex Petropolitanus valamint a "Codex Petropolitanus Purpureus" néven is ismert kódexekkel. Míg a Szentpétervári kódex jelzete B19A a legrégebbi fennmaradt példánya a héber Biblia maszoréta hagyományú szövegének, Kr. u. 1008-ból, addig a "Codex Petropolitanus Purpureus" jelzete N(022) és a "Codex Petropolitanus" jelzete  Π(041) az Újszövetség bizonyos részeit tartalmazza.)
Az Aleppói kódex feltehetőleg valamivel régebbi, de hiányoznak belőle egyes részletek. A Biblia Hebraica Stuttgartensia (BHS), a héber Biblia egyik mérvadó kortárs kritikai kiadása, a Leningrádi kódex szövegét közli, azonban sajnos nem pontosan és nem hibátlanul. Ezeket a hibákat az újabb kiadásokban folyamatos korrekciókkal igyekeznek kiküszöbölni, mely munka a jelen pillanatban is tart. Az új héber Biblia a Biblia Hebraica Quinta nevet fogja viselni. 2020-ra tervezték elkészíteni a teljes anyagot, de úgy tűnik, hogy a munka még eltart jó néhány évig. 2004 óta viszont már több kötetet is közölt a Német Bibliatársulat az Ószövetségből katolikus, protestáns és zsidó teológusok, illetve héber nyelvszakértők közreműködésével.
A Leningrádi kódex tartalmazza a héber Biblia teljes szövegét, bár a sorrend némileg eltér a legtöbb Bibliától, mert a Krónikák könyve megelőzi a Zsoltárok könyvét és Jób könyve a Példabeszédek könyvét. Tartalmaz ezenkívül úgynevezett maszoretikus jegyzeteket is a lap alján és margóján. A bőrkötéses kódexet pergamenre írták.
A Leningrádi kódexet a szentpétervári nemzeti könyvtárban (Szaltikov-Scsedrin Könyvtár) őrzik 1863 óta. Közismert nevét, amelyet az orosz forradalom után kapott, a könyvtár kérésére a mai napig nem változtatták meg, jóllehet korábban a Codex Petropolitanus nevet viselte. 1991 óta némely körökben újra ez a neve használatos.